# Evil or Live
Evil or Live (イーブル オア ライブ) est un manhua chinois publié par Tencent écrit et illustré par Li Xiaonan. Une adaptation d'anime coproduite par la Chine et le Japon a été créée en 2017.

## Synopsis
Les jeunes hommes et femmes souffrent et l'addiction à Internet   une condition qui se manifeste par une série d'émotions négatives et qui, à son tour, les pousse à se replier davantage sur Internet et les appareils électroniques. Hibiki, 17 ans, a été involontairement inscrit dans un centre de réadaptation appelé Elite Reeducation Academy, mais l'endroit n'est guère plus qu'une prison stricte pour Hibiki et d'autres comme lui.

## Personnages
| Personnages   | Voix japonaises |
| ------------- | --------------- |
| Hibiki (黎響) | Shinichiro Ueda |
| Shin (孟進)   | Koki Uchiyama   |
| Shiori (織),  | Chika Anzai     |

## Adaptations

### Anime

#### Série télévisée

##### Fiche technique
- Réalisation : Dong Yi
- Créateurs originaux :  Lixiang Jinqu de Zhannan Li.
- Musique :Manels Favre et Max Huang
- Studio d'animation : Haoliners Huimeng Animation
- Licencié par :

- Au  Japon : Tokyo MX
- En  France : Crunchyroll

- Nombre d'épisodes : 12
- Date de première diffusion
  - Japon : 10 octobre 2017 au 2 janvier  2018[3]

## Épisodes
| 1   | Standing on the edge of despair Au bord du désespoir            | 10/10/2017 |
| 2   | Between cruelty and kindness Entre gentillesse et cruauté       | 17/10/2017 |
| 3   | Short-sighted justice Une justice téméraire                     | 24/10/2017 |
| 4   | Walking a thorny path Sur le chemin des ronces                  | 31/10/2017 |
| 5   | Their parting of the ways A la croisée des chemins              | 07/11/2017 |
| 6   | Further into darkness Plus profond dans les ténèbres            | 14/11/2017 |
| 7   | A decision at rock bottom Une décision prise au fond du gouffre | 21/11/2017 |
| 8   | Buddy Naissance                                                 | 28/11/2017 |
| 9   | Evil descending Descente démoniaque                             | 05/12/2017 |
| 9.5 | Series review Récapitulatif                                     | 12/12/2017 |
| 10  | Secrets to be hidden Ce secret que je veux cacher               | 19/12/2017 |
| 11  | The Icy Wall of Despair Le mur de glace du désespoir            | 26/12/2017 |
| 12  | Evil or Live                                                    | 02/01/2018 |

## références
1. ↑  Paul Chapman, « Net Addiction Turns Deadly in "Evil or Live" TV Anime », sur Crunchyroll (consulté le 4 août 2022)
2. 1 2 3  (en) « Television Anime EVIL OR LIVE Will Premiere in October », sur Anime News Network (consulté le 4 août 2022)
3. ↑  (en) « New TV Anime Evil Or Live On Air October 10th at 25:41 on Tokyo MX1 », sur Anime News Network (consulté le 4 août 2022)